# الكرسي الشاغر
الكرسي الشاغر أو سيدي فاكانتية هو اسم لحركات محافظة في كاثوليكية تقليدية التي تعتقد أن كل باباوات كاثوليك منذ يوحنا الثالث والعشرون يحتلوا العرش البابوي بشكل غير قانوني لأنهم لم يدينوا الإصلاحات المجمع الفاتيكاني الثاني التي تكون بدعة في رأى كاثوليك مقلّدين. سيدي فاكانتية أقلية في كاثوليكية تقليدية.